# ISO 3166-2:CG
ISO 3166-2:CG é a entrada para República do Congo em ISO 3166-2, parte do padrão ISO 3166 publicado pela Organização Internacional para Padronização (ISO), que define códigos para os nomes das principais subdivisões (por exemplo, províncias ou estados) de todos os países codificados em ISO 3166-1.
Atualmente para República do Congo, ISO 3166-2 códigos são definidos por uma capital e 10 regiões. A capital de Brazzaville é a capital do país e tem estatuto especial de igualdade para as regiões. Todas as subdivisões mudarão seu status para os departamentos em 2002. Pointe-Noire, um departamento criado em 2003, não está listado.
Cada código é composto de duas partes, separadas por um hífen. A primeira parte é CG, o código ISO 3166-1 alfa-2 da República do Congo, A segunda parte é um dos seguintes procedimentos:
- Três letras: Capital
- 1 ou 2 dígitos: Regiões

## Códigos atuais
Códigos ISO 3166 e nomes das subdivisões estão listadas como é o padrão oficial publicada pela Agência de Manutenção (ISO 3166/MA).
As colunas podem ser classificadas clicando nos respectivos botões.
| Código | Subdivisão    | Categoria da subdivisão |
| ------ | ------------- | ----------------------- |
| CG-BZV | Brazzaville   | Capital                 |
| CG-11  | Bouenza       | Região                  |
| CG-8   | Cuvette       | Região                  |
| CG-15  | Cuvette-Ouest | Região                  |
| CG-5   | Kouilou       | Região                  |
| CG-2   | Lékoumou      | Região                  |
| CG-7   | Likouala      | Região                  |
| CG-9   | Niari         | Região                  |
| CG-14  | Plateaux      | Região                  |
| CG-12  | Pool          | Região                  |
| CG-13  | Sangha        | Região                  |